# Olmeca-Maya-Mexica
Olmeca-Maya-Mexica (OMM), formalmente Grupo Aeroportuario, Ferroviario y de Servicios Auxiliares y Conexos, Olmeca-Maya-Mexica, S.A. de C.V. (GAFSACOMM por sus siglas) es una empresa de participación estatal mayoritaria del gobierno de México creada el 13 de abril de 2022. Está bajo el control de la Secretaría de la Defensa Nacional y administra diversas infraestructuras civiles de México, incluidos aeropuertos, hoteles, parques, museos, líneas férreas y una aerolínea. Entre sus propiedades están el Aeropuerto Internacional Felipe Ángeles, el Tren Maya y la Aerolínea del Estado Mexicano.

## Historia
El 10 de febrero de 2022, el presidente de México, Andrés Manuel López Obrador, anunció su plan para constituir una empresa estatal bajo el nombre de «Olmeca Maya Mexica» destinada a administrar el Tren Maya y cuatro aeropuertos de México. La empresa estaría bajo el control de la Secretaría de la Defensa Nacional y destinaría la mayor parte de sus ganancias al pago de pensiones de los integrantes del Ejército Mexicano, la Marina Armada y la Guardia Nacional. La construcción o remodelación de todas las obras mencionadas por el mandatario fueron encargadas previamente al ejército. El 13 de abril de ese año fue publicado en el Diario Oficial de la Federación la resolución para la creación de la empresa.
En septiembre de 2022 un hackeo a la Secretaría de la Defensa Nacional expuso un plan del ejército para constituir una empresa turística administrada por Olmeca-Maya-Mexica bajo el nombre de «Servicios Turísticos Itzamná». El proyecto contemplaba la administración de hoteles en el Ejido Plan de San Luis, el Parque Nacional Nuevo Uxmal y en cuatro estaciones del Tren Maya. También incluía al parque «La Plancha» de la ciudad de Mérida y el Parque Nacional del Jaguar. Igualmente, contemplaba la creación de una aerolínea comercial de control estatal, en cuya flota se contempló el Avión presidencial «José María Morelos y Pavón». El 5 de octubre, el presidente López Obrador confirmó la veracidad de la información filtrada y anunció su intención de nombrar a la aerolínea proyectada como «Mexicana de Aviación», en referencia a la extinta Compañía Mexicana de Aviación, empresa aeronaútica de México operativa de 1921 a 2010.
El 5 de diciembre de 2022 el presidente López Obrador entregó a Olmeca-Maya-Mexica el control del Aeropuerto Internacional Ing. Alberto Acuña Ongay de la ciudad de Campeche, Campeche. En junio de 2023 la paraestatal Aeropuertos y Servicios Auxiliares anunció que planeaba ceder el control de trece de sus aeropuertos al ejército nacional por considerar que estos operaban en zonas conflictivas del país.
En enero de 2023, se anunció que el ejército pasaría a administrar seis holetes en construcción ubicados en varias estaciones del Tren Maya, cercanas a sitios arqueológicos de la península de Yucatán.
El 18 de mayo de 2023, se publicó en el Diario Oficial de la Federación el decreto de creación de la Aerolínea del Estado Mexicano. El gobierno de México mantuvo su interés en adquirir los derechos del nombre comercial «Mexicana de Aviación» para operar la aerolínea, aunque mantuvo como alternativa el nombre «Aerolínea Maya». El 10 de agosto el gobierno mexicano concretó la adquisición del nombre y la empresa asociada.
El 28 y 29 de noviembre de 2023, el gobierno federal le cedió a Olmeca-Maya-Mexica el control de otros seis aeropuertos.

## Propiedades

### Transportes

#### Aeropuertos
| Aeropuertos operados por Olmeca-Maya-Mexica. NLU CTM PQM TQO CPE PBC IZT UPN NLD CVM NOG TSL NTR |                  |                 |      |      |
| Aeropuerto                                                                                       | Ciudad           | Estado          | IATA | OACI |
| Aeropuerto Internacional Ing. Alberto Acuña Ongay                                                | Campeche         | Campeche        | CPE  | MMCP |
| Aeropuerto Internacional de Chetumal                                                             | Chetumal         | Quintana Roo    | CTM  | MMCM |
| Aeropuerto Internacional General Pedro José Méndez                                               | Ciudad Victoria  | Tamaulipas      | CVM  | MMCV |
| Aeropuerto Nacional de Ixtepec                                                                   | Ixtepec          | Oaxaca          | IZT  | MMIT |
| Aeropuerto Internacional de Nogales                                                              | Nogales          | Sonora          | NOG  | MMNG |
| Aeropuerto Internacional del Norte                                                               | General Escobedo | Nuevo León      | NTR  | MMAN |
| Aeropuerto Internacional Quetzalcóatl                                                            | Nuevo Laredo     | Tamaulipas      | NLD  | MMNL |
| Aeropuerto Internacional de Palenque                                                             | Palenque         | Chiapas         | PQM  | MMPQ |
| Aeropuerto Internacional de Puebla                                                               | Puebla           | Puebla          | PBC  | MMPB |
| Aeropuerto Nacional de Tamuín                                                                    | Tamuín           | San Luis Potosí | TSL  | MMTN |
| Aeropuerto Internacional de Tulum                                                                | Tulum            | Quintana Roo    | TQO  | MMTL |
| Aeropuerto Internacional de Uruapan                                                              | Uruapan          | Michoacán       | UPN  | MMPN |
| Aeropuerto Internacional Felipe Ángeles                                                          | Valle de México  | México          | NLU  | MMSM |

#### Ferrocarriles
- Tren Maya
- Tren Ciudad de México-Querétaro (en construcción)
- Tren Ciudad de México-Pachuca (en construcción)
- Tren Saltillo-Nuevo Laredo (proyectado)

### Servicios turísticos

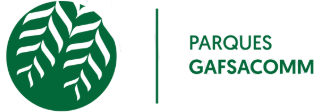
Parques Olmeca-Maya-Mexica.

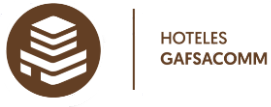
Hoteles Olmeca-Maya-Mexica.

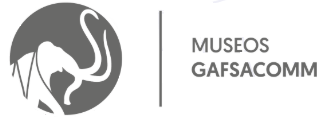
Museos Olmeca-Maya-Mexica.

| Íconos | Propiedad              | Tipo   | Ubicación                                       | Estado          |
| ------ | ---------------------- | ------ | ----------------------------------------------- | --------------- |
|        | Hotel Nuevo Uxmal      | Hotel  | Maxcanú, Yucatán                                | Operativo       |
|        | Hotel Edzná            | Hotel  | Edzná, Campeche                                 | Operativo       |
|        | Hotel Tulum            | Hotel  | Tulum, Quintana Roo                             | Operativo       |
|        | Hotel Tulum Aeropuerto | Hotel  | Aeropuerto Internacional de Tulum, Quintana Roo | Operativo       |
|        | Hotel Calakmul         | Hotel  | Calakmul, Campeche                              | Operativo       |
|        | Hotel Chichen Itzá     | Hotel  | Cerca de Chichén Itzá, Yucatán                  | Operativo       |
|        | Hotel Palenque         | Hotel  | Palenque, Chiapas                               | En construcción |
|        | Parque Nuevo Uxmal     | Parque | Santa Elena, Yucatán                            | En construcción |
|        | Parque La Plancha      | Parque | Mérida, Yucatán                                 | Operativo       |
|        | Parque del Jaguar      | Parque | Tulum, Quintana Roo                             | En construcción |
|        | Central de Mamuts      | Museo  | Zumpango, Estado de México                      | Operativo       |

## Estadísticas

### Tráfico anual
Número de pasajeros en cada aeropuerto al año 2024:
| Número | Aeropuerto                                         | Ciudad          | Estado          | Pasajeros | % (23/24)   |
| ------ | -------------------------------------------------- | --------------- | --------------- | --------- | ----------- |
| 1      | Aeropuerto Internacional Felipe Ángeles            | Valle de México | México          | 6,348,091 | 141.33%     |
| 2      | Aeropuerto Internacional de Tulum                  | Tulum           | Quintana Roo    | 1,237,248 | 3,111.16%   |
| 3      | Aeropuerto Internacional de Puebla                 | Puebla          | Puebla          | 1,076,484 | 15.07%      |
| 4      | Aeropuerto Internacional de Chetumal               | Chetumal        | Quintana Roo    | 433,527   | 29.38%      |
| 5      | Aeropuerto Internacional Quetzalcóatl              | Nuevo Laredo    | Tamaulipas      | 151,764   | 23.22%      |
| 6      | Aeropuerto Internacional de Uruapan                | Uruapan         | Michoacán       | 172,193   | 0.46%       |
| 7      | Aeropuerto Internacional Ing. Alberto Acuña Ongay  | Campeche        | Campeche        | 119,451   | 10.71%      |
| 8      | Aeropuerto Internacional General Pedro José Méndez | Ciudad Victoria | Tamaulipas      | 17,032    | 41.92%      |
| 9      | Aeropuerto Nacional de Ixtepec                     | Ixtepec         | Oaxaca          | 14,062    | 929.43%     |
| 10     | Aeropuerto Internacional de Palenque               | Palenque        | Chiapas         | 10,266    | 154.87%     |
| 11     | Aeropuerto Internacional de Nogales                | Nogales         | Sonora          | N/D       | Sin cambios |
| 12     | Aeropuerto Nacional de Tamuín                      | Tamuín          | San Luis Potosí | N/D       | Sin cambios |
| Total  |                                                    |                 |                 | 9,580,118 |             |